# Agroekologia
Agroekologia, ekologia rolnicza – nauka badająca współzależności między żywymi organizmami pól uprawnych oraz wpływ na te współzależności zmian siedliska wskutek zabiegów melioracyjnych, agrotechnicznych, emisji przemysłowych i skażeń komunalnych.
Obiektem zainteresowań agroekologii jest zagadnienie wzajemnego dostosowania roślin i środowiska, w celu uzyskania możliwie najwyższego i najbardziej wartościowego plonu. Dostosowanie to można osiągnąć przez:
- zharmonizowanie okresów krytycznych w życiu roślin z porą roku, w której niekorzystne czynniki siedliska działają najsłabiej lub jest ich najmniej,

- modyfikację roślin w celu zwiększenia ich wytrzymałości na niesprzyjające czynniki siedliska,

- modyfikację siedliska w celu dostosowania go do wymagań roślin.

Agroekologia ułatwia racjonalny dobór metod nawożenia i ochrony roślin, wskazuje na organizmy pożyteczne dla agroekosystemów.